# Rolklaversneeuwmot
De rolklaversneeuwmot (Leucoptera lotella) is een vlinder uit de familie sneeuwmotten (Lyonetiidae). De wetenschappelijke naam is voor het eerst geldig gepubliceerd in 1859 door Stainton.
De soort komt voor in Europa.